# بيتر ماداشي
بيتر ماداشي (بالمجرية: Péter Medgyessy، وتُلفظ: [ˈpeːtɛr ˈmɛɟɟɛʃi]، مواليد 19 أكتوبر عام 1942) هو سياسي مجري شغِلَ منصب رئيس وزراء المجر خلال الفترة الممتدة من 27 مايو عام 2002 حتى 29 سبتمبر عام 2004. قدَّم ماداشي استقالته بتاريخ 25 أغسطس عام 2004 على أثر الخلافات التي نشبت مع حزب تحالف الديمقراطيون الأحرار المشارك في الائتلاف الحاكم، ولكن ظل ماداشي في منصبه لمدة ثلاثين يوماً إضافية بموجب ما ينص عليه الدستور المجري، ولعدة أيام أخرى حتى انتخب البرلمان فيرينتس دورتشان خلفاً له.

## وصلات خارجية
- بيتر ماداشي على موقع الموسوعة البريطانية (الإنجليزية)
- بيتر ماداشي على موقع مونزينجر (الألمانية)

- الموقع الرسمي